# 艾菲·格蕾
艾菲·格蕾（英語：Effie Gray，1828年－1897年12月23日），蘇格蘭人，英國維多利亞時代藝術評論家約翰·拉斯金前妻，其後和著名前拉斐爾派創始人約翰·艾佛雷特·米萊結婚。三人這段三角關係在維多利亞時代廣為人知，至今改編成多部戲劇和歌劇。

## 早年和与拉斯金的婚姻
艾菲·格蕾出生在蘇格蘭伯斯一個富裕的商人家庭，家中共有15個兄弟姊妹，格蕾為長女。因父親的緣故，自小即認識約翰·拉斯金。約翰·拉斯金在格蕾12歲時，贈送格蕾一本自己編寫的童話書《黄金河的国王》(The King of the Golden River)。1848年，格蕾在19歲時與約翰·拉斯金結婚，居於倫敦。拉斯金在諾曼第、威尼斯等地取材写自己的《威尼斯之石》時，拉斯金的雙親和格蕾也一同前往。沉浸在建築和繪畫藝術研究的拉斯金，極少有時間和格蕾相處，亦對熱衷社交生活的格蕾感到不滿；加上拉斯金父母的過度干涉，格蕾開始對這段婚姻失去信心。

## 结识米莱与和米莱结婚

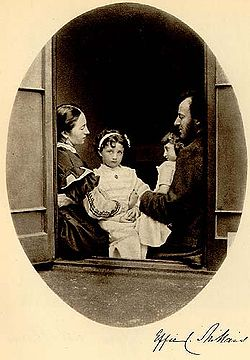
路易斯·卡羅在1865年拍攝的約翰·艾佛雷特·米萊夫婦和其女兒Effie、Mary

其後，約翰·拉斯金因支持前拉斐爾派畫家約翰·艾佛雷特·米萊的繪畫風格，而逐漸與米萊來往密切，並成為前拉斐爾派的主要擁護者。米莱和拉斯金之间的友谊，使格蕾認識了米萊。之後，艾菲擔任米萊的人體模特兒，米萊畫出了《The Order of Release》，倆人因過從甚密而墜入愛河。當時艾菲已是拉斯金妻子，但格蕾父母得知格蕾和米萊的婚外情之後，和格蕾一同對拉斯金提出離婚訴訟，理由為「兩人未有夫妻之實，格蕾仍是處女之身」。1854年7月，拉斯金亦承認兩人並未圓房的事實。1856年正式離婚。其後，艾菲便和米萊結婚，与米萊生下了8個孩子。
和格蕾结婚后，米莱的绘画主题变得更为广泛，对此拉斯金称之为“灾难”。格蕾很好地帮助米莱管理生活，并和他一起选择绘画的主题。格蕾的日记表明，她很欣赏丈夫的绘画风格，并且两人结婚后几年内米莱仍然创作被认为是前拉斐尔派风格的作品。最终，米莱抛弃了前拉斐尔派风格，而采用更为轻松的风格。很多画作的灵感来自于他和格蕾的家庭生活，经常用子女和孙子女做模特。米莱还曾用过格蕾的妹妹索菲·格蕾作模特。

## 晚年
由于格蕾和拉斯金的婚姻以中止告终，因而不能再参加某些社交活动，特别是有维多利亚女王出席的活动，就不會向其发出邀请。虽然格蕾喜欢社交活动，而朋友们也仍然以同情的态度欢迎她。在米莱病重之时，维多利亚女王因為其女儿路易斯公主的干涉，格蕾被允許参加一项官方活动。米莱去世后16个月，格蕾在博斯维尔去世，葬于伯斯的金诺尔教堂墓地，米莱的画作《安息的山谷》曾描繪此處。

## 相關戲劇和書籍

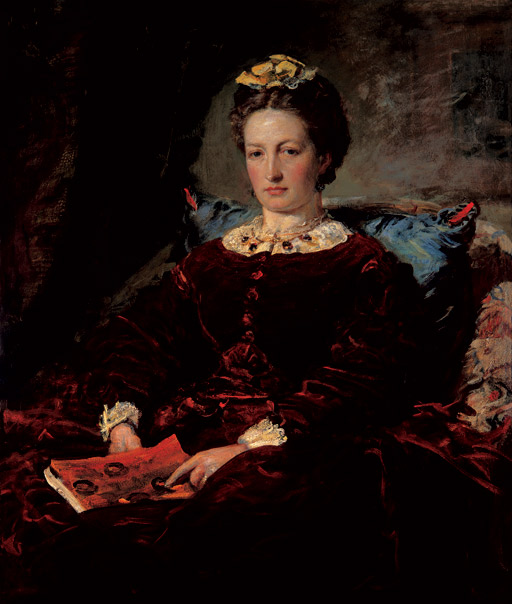
米莱所绘的中年艾菲·格蕾

- The Love of John Ruskin （页面存档备份，存于）（1912年默劇電影）
- The Love School（1975年BBC電視劇）
- John Ruskin's Wife（1979年小說）
- The Passion of John Ruskin（1994年短片）
- "Modern Painters"（1995年歌劇）
- Parrots and Owls （页面存档备份，存于）（1994年廣播劇）
- The Countess（1995年話劇）
- The Order of Release（1998年廣播劇）
- The Woman Who Gave Birth to Rabbits（2002年短篇集）
- Mrs Ruskin （页面存档备份，存于）（2003年舞臺劇）
- Desperate Romantics（2009年BBC電視劇）
- 艾菲·格蕾（2014年電影）

## 外部連結
- Portraits of Effie Gray in the National Portrait Gallery （页面存档备份，存于）
- Birmingham Museums & Art Gallery's Pre-Raphaelite Online Resource （页面存档备份，存于）
- Mrs. Ruskin背景解說